# Oskar Münsterberg
Oskar Münsterberg (* 23. Juli 1865 in Danzig; † 12. April 1920 in Berlin) war ein deutscher Druckerei-Unternehmer.

## Leben
Oskar Münsterberg wurde am 23. Juli 1865 in Danzig als Sohn jüdischer Eltern geboren. Sein Vater war der Kaufmann Moritz Münsterberg, seine Mutter die Malerin und Zeichnerin Anna Bernhardy. Er hatte zwei ältere Halbbrüder (Emil und Otto), die der Ehe Moritz Münsterbergs mit der 1857 verstorbenen Rosalie Bernhardy entstammten, und einen Bruder (Hugo).
Münsterberg besuchte das Gymnasium in Danzig und schloss daran ein Studium der Volkswirtschaft und Kunstgeschichte in München und Freiburg an. 
Unterbrochen wurde seine Studienzeit in den Jahren 1886 bis 1893, in denen er in Detmold lebte und hier Direktor und Gesellschafter der Druckerei Klingenberg wurde. Er erwarb ein Haus, das an das Fabrikgelände angrenzte, und das er im Laufe der Jahre mit wertvollen Kunstgegenständen ausstattete, die er von Reisen rund um den Globus mitgebracht hatte. Das Gebäude ist heute als Haus Münsterberg als Baudenkmal in der Denkmalliste der Stadt Detmold eingetragen.
In Detmold gründete er auch mit Otto Weerth die „Sammlung Vaterländischer Altertümer“ für das Detmolder Landesmuseum.
1889 ließ Oskar Münsterberg sich evangelisch taufen.
Als er 1893 Detmold den Rücken kehrte, hinterließ er dem Museum großzügige Schenkungen.
Sein unterbrochenes Studium schloss er 1896 an der Albert-Ludwigs-Universität Freiburg ab. Mit seiner Arbeit „Japans Edelmetall-Handel von 1542–1854“ promovierte er zum Dr. phil.
1906 wurde Münsterberg in Berlin Direktor der liberalen National-Zeitung, ab 1909 Verlagsleiter in Leipzig und 1912 Direktor der Druckerei W. Hagelberg in Berlin.
1913 heiratete er Helen geb. Rice, mit der er einen Sohn (Hugo, geb. 1916) und zwei Töchter (Mary Anne und Elisabeth) hatte. Er starb am 12. April 1920 in Berlin.